# Ole Qvist
Ole Qvist (* 25. února 1950, Kodaň, Dánsko) je bývalý dánský fotbalový brankář, který strávil celou hráčskou kariéru v dánském klubu Kjøbenhavns Boldklub (zkráceně KB). V roce 1984 byl v Dánsku vyhlášen Fotbalovým brankářem roku. Jeho syn Lasse Qvist je fotbalový útočník. Ole po ukončení kariéry pracoval jako policista.
S KB vyhrál v letech 1974 a 1980 dánskou fotbalovou ligu.

## Reprezentační kariéra
Odchytal jeden zápas v dánském reprezentačním výběru U21, 4. září 1974 proti Belgii (remíza 2:2).
V A týmu Dánska zažil debut 29. srpna 1979 v utkání s Finskem (remíza 0:0). Na počátku 80. let 20. století byl součástí týmu zvaného „dánský dynamit“, který vedl německý trenér Sepp Piontek. Soupeřil o místo mezi tyčemi s Ole Kjærem a Troelsem Rasmussenem. Zúčastnil se Mistrovství Evropy 1984 ve Francii, kde Dánsko podlehlo v semifinále Španělsku 5:4 na penalty (po prodloužení byl stav 1:1). Ole odchytal všechny 4 zápasy na turnaji. Byl v kádru dánského mužstva i pro Mistrovství světa 1986 v Mexiku (Dánsko vypadlo v osmifinále po prohře 1:5 se Španělskem). Celkem odehrál v dánském národním A-týmu 39 zápasů.